# Ying Hon Ronald Yeung
Ying Hon Ronald Yeung (30 juli 1988) is een Hongkongs voormalig wielrenner die in 2017 reed voor Infinite AIS Cycling Team.

## Baanwielrennen

### Palmares
| Jaar | HK                   | AK | WK | Overig |
| ---- | -------------------- | -- | -- | ------ |
| 2013 | Ploegenachtervolging |    |    |        |

## Wegwielrennen

### Overwinningen
2010
1e etappe Ronde van Korea
2011
2e etappe Ronde van Oost-Java
3e etappe Ronde van Indonesië
2012
1e etappe Ronde van Oost-Java
2014
1e etappe Ronde van Sétif
2015
4e etappe Ronde van Thailand
4e etappe Ronde van het Poyangmeer
2016
3e etappe Ronde van Flores

### Resultaten in voornaamste wedstrijden
| Jaar |  | WK op de weg |
| ---- |  | ------------ |
| 2012 |  | opgave       |

## Ploegen
- 2007 –  Hong Kong Pro Cycling
- 2014 –  OCBC Singapore Continental Cycling Team
- 2015 –  Attaque Team Gusto
- 2016 –  Wisdom-Hengxiang Cycling Team (vanaf 20-3)
- 2017 –  Infinite AIS Cycling Team